# آیدولیتر (وبگاه)
آیدولیتر (انگلیسی: Idolator) یک وبگاه موسیقی است. این وبگاه با مزرعه لینک در اوت سال ۲۰۰۶ ایجاد شده‌است.